# Domenico Pizzichemi
Domenico Pizzichemi (Alessandria d'Egitto, 1940 – Selvazzano Dentro, 4 settembre 2006) è stato un cestista e allenatore di pallacanestro italiano.

## Carriera
Inizia a giocare a Biella. Dal 1968 al 1972 gioca per il Petrarca militando anche in Serie A. Ritiratosi dal basket giocato dal 1973 al 1976 guida il Petrarca.
Ha militato nella Nazionale B.